# Piros kígyószisz
A piros kígyószisz (Echium maculatum) a borágófélék (Boraginaceae) családjába tartozó kígyószisz (Echium) nemzetség egyik faja.

## Származása, elterjedése
A három, hazánkban is elterjedt kígyószisz faj egyike. Magyarországon védett, reliktum faj, amely főleg az Északi-középhegységben fordul elő, többek közt a Mátrában is megtalálhatóak állományai.

## Megjelenése, felépítése
80, legfeljebb 100 cm magasra növő lágyszárú. Hengeres szárát sűrűn álló, durva serteszőrök borítják. Ülő levelei keskeny szálas-lándzsásak, hegyesek. A szélük ép, de felületük a szőrök miatt a szárhoz hasonlóan szúrós-érdes.
A virágok sűrű kunkorvirágzatban ülnek. Kissé kétajkú pártája sötétpiros, csöve kétszer hosszabb a csészecimpáknál, karimája ferde, belőle a porzók kiállnak. Az egyszerű bibe nem ágazik el kígyónyelvszerűen, hanem, két gömbölyű bibében végződik.
Osztott termése négy makkocska.

### Életmódja, termőhelye
Löszös és homokos sztyeppréteken, pusztafüves lejtőkön él; a homoki legelők
(Potentillo arenariae – Festucetum pseudovinae Soó, 1940) növénytársulásának jellemző tagja. Magyarországon többek közt a Gödöllői-dombság, valamint a Hevesi Füves Puszták Tájvédelmi Körzet és a Börzsöny területén él.
Évelő; május-júniusban virágzik.